# Pablo Čupor Moslavački
Pablo Čupor Moslavački (en croata: Pavao Čupor Moslavački; segunda mitad del siglo XIV - Lašva, 1415) fue un noble croata de la familia Čupor Moslavački. Era un funcionario de alto rango, que ocupó el cargo de ban de Eslavonia entre 1412 y 1415. Fue el padre de Demetrio, obispo de Knin, Győr y Zagreb.
Fue capturado en la batalla de Lašva en 1415, en la que las fuerzas húngaro-croatas perdieron ante el ejército de partidarios de Hrvoje Vukčić Hrvatinić. Se desconoce su destino posterior, por lo que se presumen dos posibilidades; una es que Hrvatinić ordenó ejecutarlo, y la otra es que murió en cautiverio en el Imperio otomano, que fue aliado de Vukčić Hrvatinić en esa batalla.